# Busselton
Busselton is een stad in de regio South West in West-Australië. Ze ligt 220 kilometer ten zuidwesten van Perth en 52 kilometer van Bunbury. De stad werd in 1832 gesticht door de familie Bussel.

## Geschiedenis

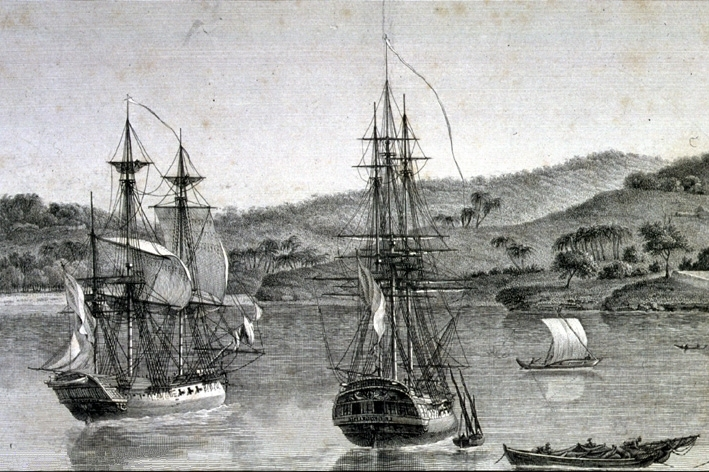
Baudin's schepen

In 1801 deed de Franse expeditie van Nicolas Baudin West-Australië aan met de schepen Géographe en Naturaliste. Baudin noemde Cape Naturaliste en Geographe Bay naar zijn schepen en de rivier Vasse naar de overboord geslagen matroos Thomas Vasse.
Busselton was een van de eerste nederzettingen in West-Australië. De familie Bussel vestigde zich er als eerste nadat John Garrett Bussell er uitstekende landbouwgrond ontdekte. De familie verhuisde in 1834 vanuit het gebied aan de rivier Blackwood en startte een runderstation genaamd 'Cattle Chosen'. Het werd snel een van de meest rendabele stations in de kolonie. Ook vele kolonisten uit Augusta vestigden zich in de streek. Een aantal kolonisten vestigde zich in Wonnerup. Daar werd ook een regiment soldaten gestationeerd onder leiding van luitenant Bunbury. Hij vond Wonnerup te laag gelegen en moerassig voor een dorp. De plaats van het huidige Busselton werd aanbevolen door John Septimus Roe, de 'Surveyor General of Western Australia'.
De naam Busselton is afkomstig van de familie Bussel en werd voor het eerst officieel gebruikt in 1835. De familie Bussel werd niet geraadpleegd in het geven van de naam. Ze had een voorkeur voor Capel, de naam van een familielid in Engeland, Capel Carter. Busselton bleef behouden. Later werd ten noorden van Busselton een dorpje genaamd Capel gesticht.
In 1843 kreeg Busselton een postkantoor. In 1896 werd begonnen met de bouw van een nieuw postgebouw dat tegen 1898 klaar was. Het is nog steeds in gebruik.
Busselton ontwikkelde zich tot een belangrijke haven doordat het dicht tegen bosrijke gebieden lag. In de jaren 1850 werd hout geëxporteerd en bloeide het plaatsje. In Busselton, Wonnerup en Quindalup werden aanlegsteigers gebouwd voor de houtexport. De Busselton Jetty is de enige overblijvende en werd nog tot 1972 gebruikt voor havenactiviteiten. In 2009 werd hij gerestaureerd voor 27 miljoen AUD en ging terug open in 2011.
In 1895 werd begonnen met de aanleg van de spoorweg tussen Busselton en Boyanup. De spoorweg tussen Busselton en Augusta werd aangelegd in 1920. In 1987 reed de laatste passagierstrein.
In 1918 werd begonnen met de bouw van een boterfabriek. Die diende de oudere boterfabriek van 'Fairlawn' te vervangen. De fabriek speelde een belangrijke rol in het Group Settlement Scheme en de economische ontwikkeling van de streek na de Eerste Wereldoorlog. Naast boter leverde het ook ijs toen er van huishoudelijke koeltoestellen nog geen sprake was. In 1960 werd omgeschakeld van de productie van boter naar die van melkpoeder. In 1975 werd de boterfabriek het 'Old Butter Factory'-museum. Op 27 maart 2018, twee weken na de eeuwviering van de boterfabriek, brak er brand uit in het museum. Begin 2019 ging het museum al gedeeltelijk terug open. In december 2020 vond de volledige heropening plaats.

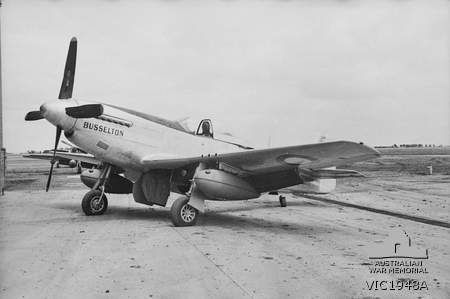
P-51 Busselton

Tijdens de Tweede Wereldoorlog meldden 476 in Busselton geboren mannen zich aan voor de legerdienst, 20 bij de Koninklijke Australische marine, 110 bij de Royal Australian Air Force (RAAF) en 346 bij het Australische leger. De namen van de gesneuvelden staan op het oorlogsmonument in het 'St Marys Park', naast die van de Eerste Wereldoorlog. Het monument dateert van 1920 en is van de hand van Pietro Porcelli. De trainingsbasis van de RAAF lag tijdens de oorlog in Busselton. Een P-51 Mustang-jager van de RAAF werd de Busselton genoemd ter ere van de inwoners van Busselton en hun steun aan de 'War Loan' fondsenwerving-activiteiten.
In 2012 verkreeg Busselton de stadsstatus en werd de Shire of Busselton de City of Busselton.

## Toerisme

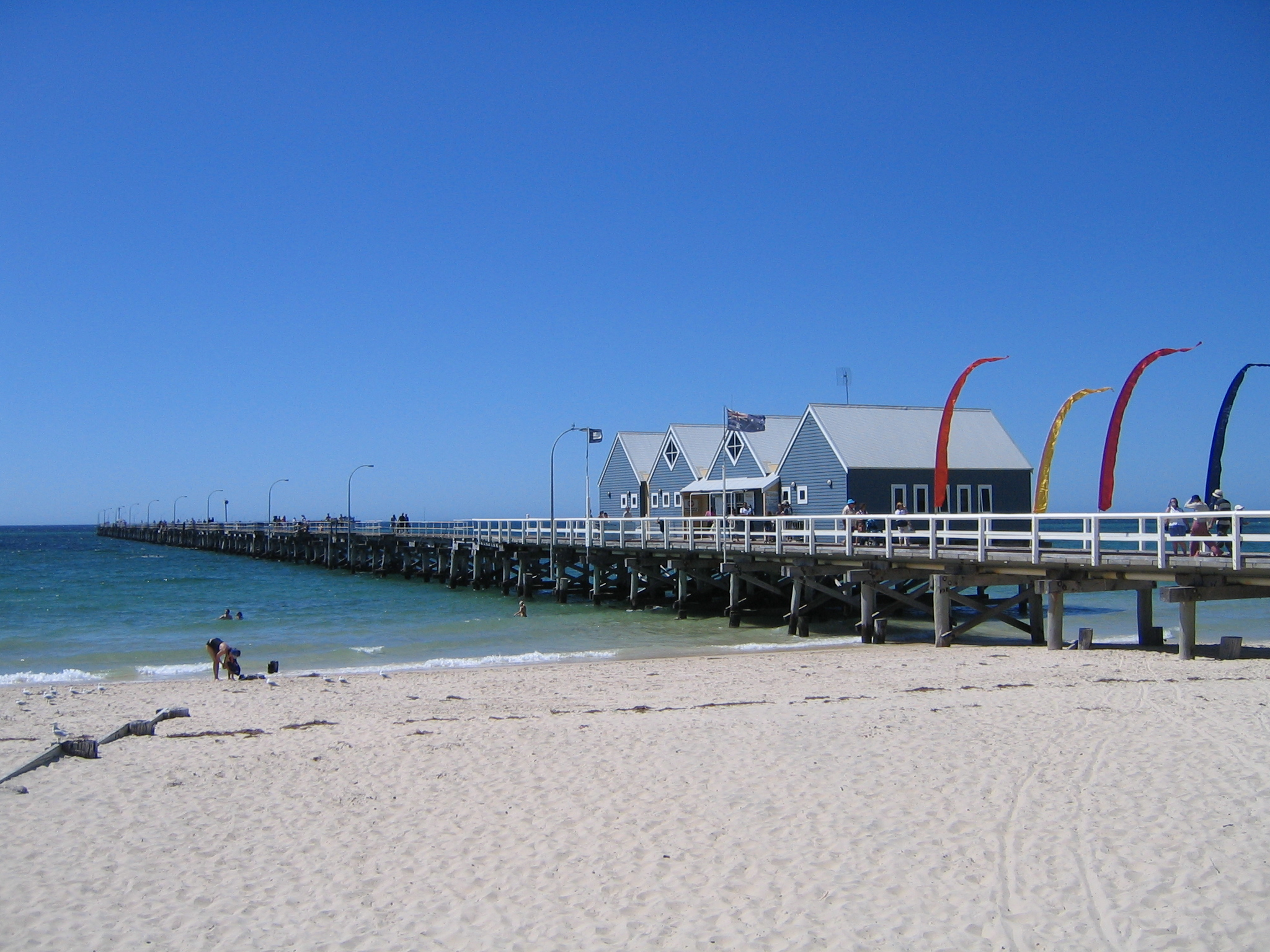
Busselton Jetty

De Busselton Jetty is de langste houten aanlegsteiger in het zuidelijk halfrond. De steiger is bijna 2 kilometer lang. Met de bouw van de aanlegsteiger werd aangevangen aan in 1853. Hij werd voortdurend verlengt tot hij in 1960 1841 meter lang was. De havenactiviteiten stopten in 1972 en er werd een tijd geen onderhoud meer aan gedaan. Zware beschadigingen door de cycloon Alby in 1978 en een brand deden besluiten tot de restauratie en het aanbrengen van verbeteringen in 1999. Sinds 2003 rijdt er een toeristische trein en is er een onderwater-observatorium.
Het huidige Wonnerup House werd in 1859 gebouwd door de kolonistenfamilie Layman. Het oorspronkelijke huis dat gebouwd werd tussen 1837 en 1841 werd in 1858 door brand vernietigd. Het domein bestaat ook uit een keuken en een melkerij. Zij overleefden de brand van 1858 doordat ze apart stonden. Langs de andere kant van de weg liggen het onderwijzershuis (1885) en de school (1873). Sinds 1973 beheerde de National Trust of Australia het domein als een museum.
St Mary's (Church of England) werd gebouwd tussen 1844 en 1845. John Molloy en John Garett Bussel waren de drijvende krachten achter de bouw. De kerk werd pas gewijd in 1848 en het zou nog 10 jaar duren eer een geestelijke werd aangetrokken. Naast de kerk ligt een kerkhof. Sommige graven gaan terug tot 1841. Het kerkhof lag er dus voor de kerk er stond.

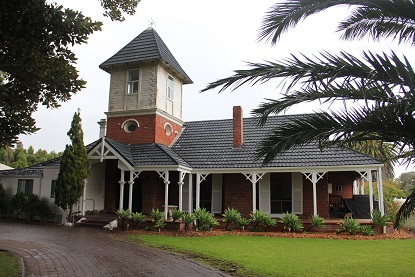
Ithaca

Ithaca was vroeger bekend als Villa Carlotta en werd door Frank Backhouse gebouwd in 1896. Ithaca staat in het 'Register of Heritage Places' vanwege zijn belangrijke historische en sociale waarde. Ithaca heeft een twee verdiepingen tellende toren en werd oorspronkelijk gebouwd als een private residentie. In 1904 werd Ithaca door de Sisters of Our Lady of the Missions aangekocht en werd een katholiek klooster. Het is vervolgens nog een school en een hotel geweest. Tegenwoordig is het een motel.
Weld Hall werd gebouwd in 1896. Het werd in augustus 2001 opgenomen in het 'Register of Heritage Places' als erkenning van zijn belangrijke historische en culturele waarde voor de lokale gemeenschap. De hal is een bakstenen gebouw met één verdieping en een gegalvaniseerd dak. Het is gebouwd in een vereenvoudigde Victoriaanse Italiaanse stijl en is een van de oudste overgebleven gebouwen in de stad.
De Augusta-Busselton Heritage Trail volgt de route die in de jaren 1800 door de oorspronkelijke kolonisten werd afgelegd, van Augusta naar de rivier Vasse. Het is meer dan 100 kilometer lang, begint aan de Busselton Jetty en eindigt in Augusta.
Het ArtGeo Cultural Complex bestaat uit een oude douaneloods, gerechtsgebouw, politiekantoor en negen cellen. De oudste structuren dateren van 1860-61. De douaneloods was ooit door een tramlijn verbonden met de Busselton Jetty. Het gerechtsgebouw werd gebouwd in 1897 en het originele interieur in jarrah is nog steeds aanwezig.
Sinds 2017 huist het 'Busselton Visitor Centre' in het Railway House in het oude treinstation. In de Ballaarat Room in het station staat de Ballaarat locomotief, de oudste nog bestaande in Australië gemaakte locomotief. De regionale geschiedenis van de houtindustrie en het spoorwezen wordt er tentoongesteld.
In de oude boterfabriek huist het Old Butter Factory-museum. Het is gelegen aan de rivier de Vasse. Het heemkundig museum verhaalt de geschiedenis van Busselton met de focus op het Group Settlement Scheme.

## Transport
Bussell Highway linkt Busselton met Bunbury en Augusta. Vasse Highway verbindt Busselton met de South Western Highway via Nannup en/of Pemberton.
Op 6,5 kilometer van Busselton ligt de 'Busselton Margaret River Airport' (IATA: BQB, ICAO: YBLN).

## Zusterstad
- Sugito, Saitama, Japan[15]

## Bekende personen
- Sharon Buchanan (1963), Australisch hockeyster
- John Bussell (1803 – 1875), stichter van Busselton
- Fred Dessauvagie (1918 – 2007), Nederlands militair
- Sean Keenan (1993), Australisch acteur
- Stephen Leaney (1969), Australisch golfspeler
- Gerlof Fokko Mees (1926 – 2013), Nederlands ornitholoog
- Georgiana Molloy (1805 – 1843), pionier en botanicus
- John Molloy (178? – 1867), pionier en rechter
- Scott Sunderland (1988), Australisch wielrenner
- Taylor Worth (1991), Australisch boogschutter

## Klimaat
Busselton heeft een mediterraan klimaat met koele winters en warme zomers.
| Maand                                  | jan  | feb  | mrt  | apr  | mei  | jun   | jul   | aug  | sep  | okt  | nov  | dec  | Jaar  |
| -------------------------------------- | ---- | ---- | ---- | ---- | ---- | ----- | ----- | ---- | ---- | ---- | ---- | ---- | ----- |
| Hoogste maximum (°C)                   | 38,9 | 39,9 | 37,3 | 33,0 | 27,9 | 22,2  | 21,0  | 21,3 | 27,7 | 32,7 | 34,4 | 37,1 | 39,9  |
| Gemiddeld maximum (°C)                 | 29,3 | 29,3 | 27,3 | 23,5 | 20,6 | 18,2  | 17,1  | 17,5 | 18,4 | 20,9 | 24,3 | 27,1 | 22,8  |
| Gemiddeld minimum (°C)                 | 14,8 | 15,5 | 14,1 | 11,8 | 10,4 | 8,8   | 8,0   | 8,3  | 8,9  | 9,7  | 11,9 | 13,2 | 11,3  |
| Laagste minimum (°C)                   | 6,8  | 7,9  | 4,7  | 4,3  | 2,3  | 0,4   | 0,9   | 1,2  | 2,1  | 3,7  | 3,3  | 5,2  | 0,4   |
|                                        |      |      |      |      |      |       |       |      |      |      |      |      |       |
| Neerslag (mm)                          | 14,6 | 4,0  | 11,3 | 40,4 | 93,8 | 133,6 | 140,8 | 113  | 80,7 | 33,5 | 25,0 | 9,6  | 704,6 |
| Regendagen (dag)                       | 2,9  | 2,5  | 4,4  | 9,4  | 13,5 | 17,0  | 19,6  | 18,9 | 16,4 | 10,0 | 6,7  | 3,8  | 125,1 |
| Relatieve luchtvochtigheid (%)         | 43   | 44   | 48   | 56   | 62   | 66    | 67    | 65   | 62   | 56   | 50   | 44   | 55,3  |
| Bron: Australian Bureau of Meteorology |      |      |      |      |      |       |       |      |      |      |      |      |       |

Acton Park · Alexandra Bridge · Allanson · Augusta · Balingup · Benger · Binningup · Boyanup · Boyup Brook · Bramley · Bridgetown · Brookhampton · Brunswick Junction · Bunbury · Burekup· Busselton · Capel · Carbunup River · Chowerup · Collie · Cookernup · Cowaramup · Cundinup · Dardanup · Deanmill · Dingup · Dinninup · Donnelly River · Donnybrook · Dunsborough · Elgin · Ferguson · Forest Grove · Forrest Beach · Gnarabup · Gracetown · Greenbushes · Harvey · Hester · Jardee · Jarrahwood · Karridale · Kirup · Kudardup · Kulikup · Ludlow · Manjimup · Margaret River · Mayanup · Metricup · Mullalyup · Myalup · Nannup · Northcliffe · Nyamup · Pemberton · Peppermint Grove Beach · Prevelly · Quindalup · Quinninup · Roelands · Rosa Brook · Shotts · Stratham · Uduc · Vasse · Walpole · Waterloo · Wilga · Windy Harbour · Witchcliffe · Wilyabrup · Wokalup · Wonnerup · Worsley · Yallingup · Yalup Brook · Yarloop · Yoongarillup · Yornup